# Cetto Benedek
Cetto Benedek (Buda, 1731. december 3. – Tata, 1799. március 17.) piarista rendi iskolaigazgató.

## Élete
Cetto Jakab városbíró, polgármester és Kepler Franciska fia volt. Budán végezte iskoláit és utána ugyanitt lépett a piaristák közé. Veszprémben és Nyitrán az ékesszólást és a római régiséget, Pesten a bölcseletet és a matematikát, Debrecenben a dogmatika teológiát tanította. Besztercén, erdélyben házfőnök és plébános, Veszprémben rector és provincialis consultur, Szentannán (Arad vármegye) házfőnök, Kecskeméten rector, végül Caramelli vasas lovasezredében tábori lelkész is volt.
Az ő idejében tudományos vitatkozás támadt Desericius és Pray György között a magyarok származása és ősei felől, mely vitatkozást Desericius halála után Pray ellen Cetto vette át; Desericius irataiból az erre vonatkozó értekezéseket, elmélkedéseket rendbe szedte és saját észrevételeivel kiadta.

## Munkái
- Josephi Innocentii Desericii Hungari Nitriensis et Georgii Pray S. J. Sacerdotis Dissertationes (de origine hungarorum) ita collectae ut argumenta argumentis excipiantur. Három rész (1. és 2. Kalocsán 1768, a 3. Pesten 1771)
- Dissertationes de maioribus Hungariae. Vacii, 1770
- De argumentis e Sinensium Annilabus pro Hungarorum origine demonstranda desumtis Dissertatio. Pars IV. collect. Dissert. novis Observationibus Cl. Turberuilli Needhami illustrata et confirmata. Viennae, 1776
- De Sinensium Imposturis Dissertatio. Pars V. collect. Dissert. Uo. 1781
- Sinensium Imposturae assertae. Pestini, 1787

Kézirata: Institutiones philosophicae 1763 (az Országos Széchényi Könyvtár kézirattárában)